# Calzada de los Molinos
Calzada de los Molinos település Spanyolországban, Palencia tartományban. Calzada de los Molinos Riberos de la Cueza, Cervatos de la Cueza, Bustillo del Páramo de Carrión, Carrión de los Condes és Villamuera de la Cueza községekkel határos. Lakosainak száma 305 fő (2024).

## Népesség
A település népessége az elmúlt években az alábbi módon változott:
| Lakosok száma | 383  | 378  | 370  | 357  | 347  | 339  | 338  | 330  | 313  | 305  |
|               | 2001 | 2004 | 2007 | 2009 | 2012 | 2014 | 2017 | 2019 | 2022 | 2024 |